# Gaetano Andreozzi

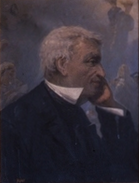
Gaetano Andreozzi

Gaetano Andreozzi (* 22. Mai 1755 in Aversa; † 21. oder 24. Dezember 1826 in Paris) war ein italienischer Opernkomponist. Er wurde nach seinem Onkel mütterlicherseits, Niccolò Jommelli, auch Jommellino genannt.

## Leben
Gaetano Andreozzi studierte in Neapel am Conservatorio di Santa Maria di Loreto Gesang, Harmonielehre und Kontrapunkt bei Pietro Antonio Gallo, Fedele Fenaroli und seinem Onkel Niccolò Jommelli.
Am 28. Februar 1779 wurde in Rom mit dem Oratorium Giefte sein erstes Werk aufgeführt.  Anschließend schrieb er eine Reihe von Opere buffe für Florenz und Venedig. Seine erste Opera seria komponierte er 1778 für Venedig. 1784 reiste er für eine Aufführung seiner Didone abbandonata nach Sankt Petersburg, wo er möglicherweise auch Giasone e Medea schrieb. Bereits 1785 war er wieder in Neapel. Im Frühjahr 1786 heiratete er in Florenz seine Schülerin, die Sopranistin Anna de Santi (1772–1802). Andreozzi wirkte vorwiegend in Norditalien, arbeitete aber auch häufig in Neapel sowie ab 1790 in Rom. Von Mai bis Dezember 1791 begleitete er höchstwahrscheinlich seine Frau auf ihrer Reise nach Madrid, wo im Teatro de los Caños del Peral seine Opern Angelica e Medoro und Didone abbandonata aufgeführt wurden. Während der Zeit der Napoleonischen Kriege ließ die Nachfrage nach seinen Werken deutlich nach. 1801 trennte er sich von seiner Frau, die 1801/02 eine Primadonna Stellung in der Dresdner Oper annahm und kurz darauf bei einem Kutschenunfall ums Leben kam. Er kehrte unterdessen nach Neapel zurück, wo er weitere Opern schrieb und bis 1806 als Impresario des Teatro San Carlo wirkte. Außerdem machte er sich einen Ruf als Gesangslehrer. 1825, als sich seine finanziellen Verhältnisse verschlechterten, zog er nach Paris, wo er von seiner ehemaligen Schülerin Maria Karolina, einer Tochter König Franz I. von Neapel, unterstützt wurde. Seine Familie blieb in Neapel zurück. Andreozzi starb im Dezember 1826 verarmt in Paris.
Andreozzi schrieb sowohl komische als auch ernste Opern, wobei das ernste Genre spätestens ab 1790 deutlich überwiegt. Er verwendete Texte nahezu aller wichtigen Librettisten seiner Zeit. Seine Werke wurden in allen wichtigen Häusern aufgeführt und des Öfteren überarbeitet. Besonders erfolgreich waren seine Opern Catone in Utica, dessen erste Version er 1786 schrieb, und Agesilao von 1788, mit dem er seinen Ruf als Komponist ernster Opern begründete. Wegen der damals allgemeinen Vorliebe für tragische Stoffe überarbeitete er 1792 seine Oper Angelica e Medoro für eine Aufführung in Florenz, indem er den dritten Akt mit dem ursprünglichen glücklichen Ende strich. Seine für die Fastenzeit 1794 für Neapel geschriebene Oper Saulle wurde bis 1811 immer wieder auch in anderen Städten wie Lissabon, Ferrara, Verona und Florenz gespielt.

## Stil
Andreozzis Musik steht in der Tradition der Neapolitanischen Schule, was sich nicht nur in den Opern, sondern auch in seinen geistlichen Werken bemerkbar macht. In seinen ernsten Opern zeigt sich die zeitgenössische Vorliebe für Ensemblesätze und Chöre. Bei einigen dieser Ensembles handelt es sich um erweiterte Arien mit Einschüben anderer Charaktere. Vorwiegend handelt es sich durchkomponierte dreiteilige Arien. Es gibt aber auch Menuette, Rondo- und Dal-Segno-Arien. Die Ensemblesätze beginnen meist langsam und beschleunigen dann im Tempo, um die Dramatik der Handlung zu verstärken. In den Ensembles und Chören verwendete Andreozzi gerne kontrapunktische Techniken. Die Sinfonias bestehen aus einem einzigen Satz mit zwei Themen, einer kurzen Durchführung und einer verkürzten Reprise. Nur die Hauptfiguren haben längere Rezitative, die aber nicht handlungstragend sind. In seinen späteren Opern verwendete Andreozzi kaum noch die dreiteilige Arienform. Die Cavatinen, Chöre und Ensemblesätze nehmen an Zahl und Komplexität weiter zu und enthalten auch rezitativische Abschnitte. Innerhalb einer Szene wechselt die Tonart in der Regel nicht. Die Buffa-Opern haben die übliche Einleitung und mehrteilige handlungstragende Finalsätze. Zusätzlich gibt es in der Mitte jeden Aktes ein weiteres Ensemble, das ab Mitte der 1790er Jahre ebenfalls handlungstragend wird.
In seinen Werken arbeitete Andreozzi häufig mit dem Gegensatz von Bläser- und Streicherstimmen. Ebenso kontrastieren einfache Streicherbegleitungen mit Tutti-Passagen. Er nutzte Soloinstrumente wie Oboen, Klarinetten, Fagotte oder Hörner für unterschiedliche Zwecke als Gegenstimme zur Gesangslinie, aber auch innerhalb von Rezitativen. In den Nebenstimmen erscheinen oftmals arpeggierte oder oszillierende Figuren sowie Tonrepetitionen. Häufig finden sich Dialoge von Gesangsstimme und Orchester. Der Einfluss seines Onkels und Lehrers Niccolò Jommelli ist besonders in der Vorliebe für Bläserstimmen, Crescendi, chromatische Tonfolgen, und der Wahl der Tonarten bemerkbar.

## Werke

### Opern

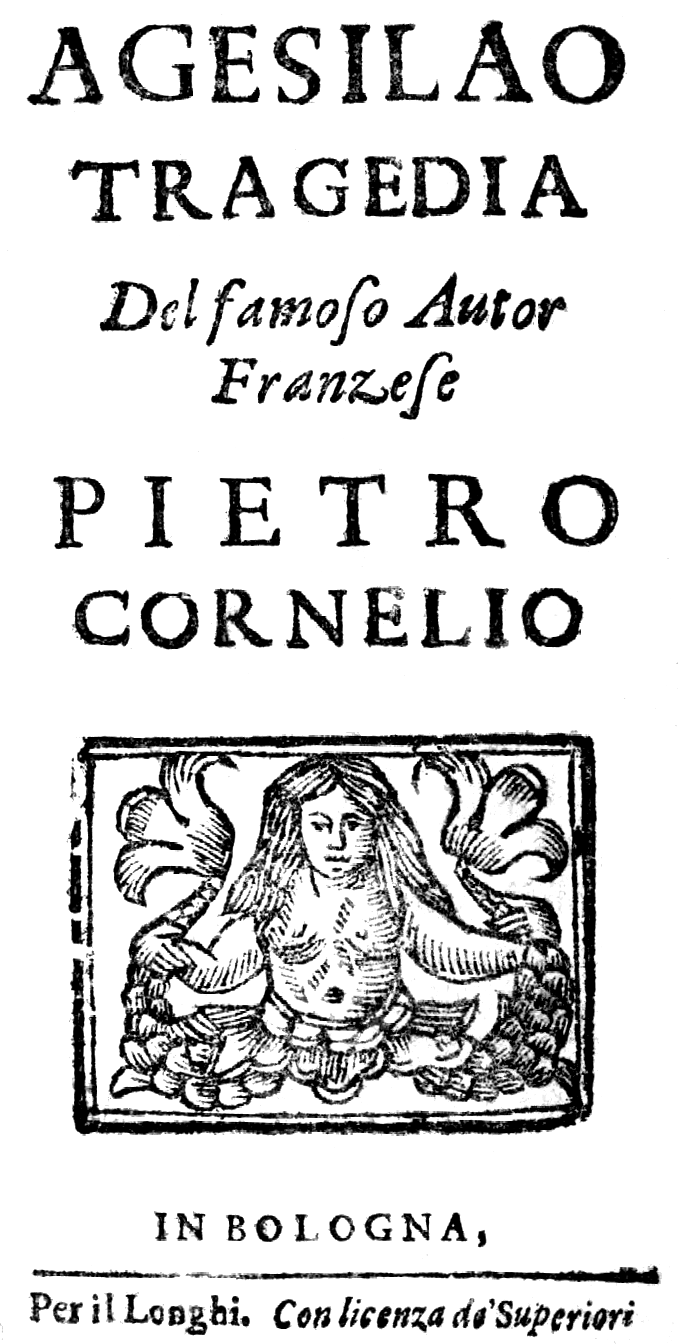
Agesilao – Titelblatt des Librettos, Venedig 1787

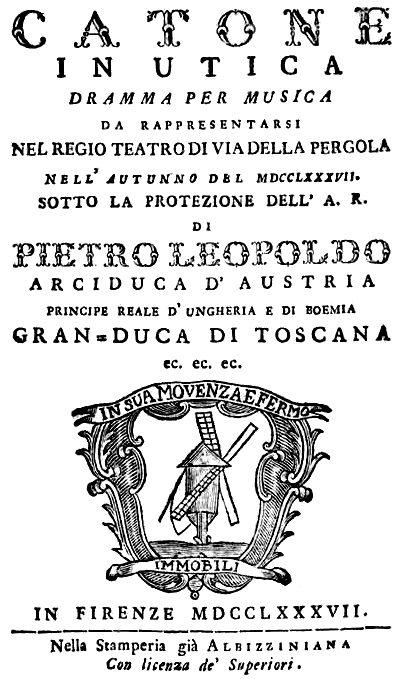
Catone in Utica – Titelblatt des Librettos, Florenz 1787

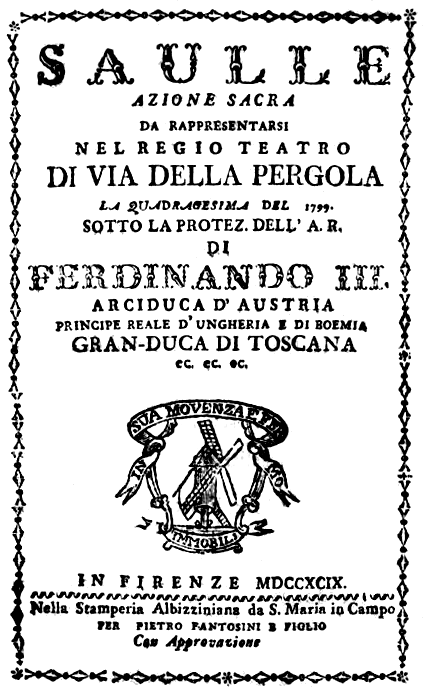
Saulle – Titelblatt des Librettos, Florenz 1799

- L’equivoco, dramma giocoso per musica in drei Akten; 8. Juni 1781, Florenz, Teatro della Pergola[Digitalisat 1]
- Arbace, dramma per musica; Libretto: Gaetano Sertor; Herbst 1781, Livorno, Teatro Nuovo; Frühling 1785, Florenz, Teatro degli Intrepidi[Digitalisat 2]
- I pazzi per disimpegno, dramma giocoso per musica in zwei Akten; Libretto: Pier Antonio Bagliacca; Karneval 1782, Venedig, Teatro San Moisè[Digitalisat 3]
- L’olimpiade, dramma per musica in drei Akten; Libretto: Pietro Metastasio; Frühling 1782, Pisa, Teatro dei Nobili
- Bajazet, dramma per musica in drei Akten; Libretto: Agostino Piovene; 7. Februar 1783, Florenz, Teatro della Pergola
- L’amore industrioso, intermezzo in zwei Akten; Libretto: Ferdinando Casorri; 24. August 1783, Florenz, Teatro degli Intrepidi
- Medonte, re d’Epiro, dramma per musica in drei Akten; Libretto: Giovanni De Gamerra; Messe 1783, Alessandria, Teatro Civico; Karneval 1792, Pavia, Teatro dei Quattro Cavalieri Associati
- Didone abbandonata, dramma per musica in drei Akten; Libretto: Pietro Metastasio; 1784, Sankt Petersburg, Teatro Hermitage
- Quello che può accadere, dramma giocoso per musica in zwei Akten; Karneval 1784, Venedig, Teatro San Samuele[Digitalisat 4]
- Giasone e Medea, opera seria in zwei Akten; 1785, Sankt Petersburg?; 4. November 1793, Neapel, Teatro San Carlo; Herbst 1800, Florenz, Teatro della Pergola[Digitalisat 5]
- Le tre fanatiche, commedia per musica in zwei Akten; Libretto: Giuseppe Palomba; Karneval 1785, Neapel, Teatro del Fondo[Digitalisat 6]
- Catone in Utica, tragedia per musica in drei Akten; Libretto: Pietro Metastasio; Karneval 1787, Cremona, Teatro dell’Associazione; 10. Oktober 1791, Florenz, Teatro della Pergola; Messe 1788, Reggio, Teatro Pubblico; überarbeitet in zwei Akten Herbst 1789, Livorno, Teatro degli Armeni; Frühling 1791, Genua, Teatro Sant’Agostino[Digitalisat 7]
- Virginia, dramma per musica in drei Akten; Libretto: Luigi Romanelli; Karneval 1787, Genova, Teatro Sant’Agostino; Karneval 1788, Perugia, Teatro del Verzaro; 25. März 1788 als La caduta dei Decemviri, Florenz, Teatro degli Intrepidi detto della Palla a corda; Karneval 1791, Reggio, Teatro Pubblico[Digitalisat 8]
- Agesilao, re di Sparta, dramma per musica in drei Akten; Libretto: Francesco Ballani; Karneval 1788, Venedig, Teatro San Benedetto; Messe 1788, Brescia, Teatro dell’Accademia degli Erranti; überarbeitet in zwei Akten Herbst 1788, Florenz, Teatro della Pergola; Karneval 1792, Perugia, Teatro del Pavone; Karneval 1792, Verona, Teatro Filarmonico; Frühling 1793, Triest, Ces. Reg. Teatro[Digitalisat 9]
- Arminio, dramma per musica in drei Akten; Libretto: Ferdinando Moretti; 7. Mai 1788, Venedig, Teatro San Benedetto[Digitalisat 10]
- Teodelinda, dramma per musica in drei Akten; Libretto: Giandomenico Boggio; 24. Januar 1789, Turin, Teatro Regio; Messe 1789, Crema, Teatro[Digitalisat 11]
- Giovanna d’Arco, ossia La pulzella d’Orleans, dramma serio in vier Akten; Libretto: Antonio Simone Sografi; 27. Juni 1789, Vicenza, Teatro Eretenio; Sommer 1797, Venedig, Teatro La Fenice[Digitalisat 12]
- Artaserse, dramma per musica in drei Akten; Libretto: Pietro Metastasio; Herbst 1789, Livorno, Armeni
- La morte di Giulio Cesare, dramma per musica in zwei Akten; Libretto: Gaetano Sertor; 27. Dezember 1789, Rom, Teatro Argentina; Frühling 1790, Florenz, Teatro degli Intrepidi; Karneval 1796, Genua, Teatro Sant’Agostino[Digitalisat 13]
- Il finto cieco, opera buffa; Libretto: Pietro Trinchera; 1791, Neapel, Teatro Nuovo
- Angelica e Medoro, dramma per musica in drei Akten; Libretto: Gaetano Sertor; 1. März 1791, Venedig, San Benedetto; 5. Mai 1791, Madrid, Teatro de los Caños del Peral,[2] überarbeitet in zwei Akten am 10. April 1792, Florenz, Teatro degli Intrepidi
- Amleto, dramma per musica in zwei Akten; Libretto: Giuseppe Maria Foppa nach Jean-François Ducis; 12. Juni 1792, Padua, Teatro Nuovo; Messe 1794, Brescia, Teatro dell’Accademia degli Erranti[Digitalisat 14]
- Gli amanti in Tempe, azione pastorale in zwei Akten; Libretto: Giovanni De Gamerra; 4. August 1792, Florenz, Teatro degli Intrepidi[Digitalisat 15]
- Le nozze inaspettate, commedia per musica in zwei Akten; 1793, Neapel, Teatro dei Fiorentini[Digitalisat 16]
- Sofronia ed Olindo, azione tragica per musica in zwei Akten; Libretto: Carlo Sernicola; 17. Februar 1793, Neapel, Teatro San Carlo; 22. Februar 1795, Neapel, Teatro del Fondo; als Amelia ed Ottiero Herbst 1797, Triest, Ces. Reg. Teatro; Frühling 1798, Venedig, Teatro San Benedetto; 1800, Palermo, Teatro di Santa Cecilia[Digitalisat 17]
- Ines de Castro, dramma per musica in zwei Akten; Libretto: Cosimo Giotti; 8. September 1793, Florenz, Teatro della Pergola[Digitalisat 18]
- Saulle, dramma per musica in zwei Akten; Libretto: Francesco Salfi; Fastenzeit 1794, Neapel, Teatro del Fondo; 1796, Neapel, Teatro dei Fiorentini; 1799, Florenz, Teatro della Pergola; 1802, Neapel, Teatro del Fondo; 1807, Lissabon, Teatro de São Carlos; 1809, Ferrara, Teatro Comunale; als L’ombra di Samuele ossia La morte di Saulle 1809, Verona, Teatro Filarmonico; 1811, Florenz, Teatro della Pergola[Digitalisat 19]
- La principessa filosofa, ossia Il contravveleno, commedia ridotta ad uso melodrammatico in zwei Akten; Libretto: Antonio Simone Sografi nach Donna Diana von A. Moreto; 6. Oktober 1794, Venedig, Teatro San Benedetto; 1795, Verona; Sommer 1800, Lissabon, Teatro de São Carlos; Frühling 1807, Verona, Teatro Filarmonico; überarbeitet als Il disprezzo vinto dal disprezzo 2. August 1795, Neapel, Teatro del Fondo[Digitalisat 20][Digitalisat 21]
- Arsinoe, dramma per musica in zwei Akten; Libretto: Michele Rispoli; 13. August 1795, Neapel, Teatro San Carlo[Digitalisat 22]
- Il trionfo di Arsace, dramma per musica; Libretto: Francesco Ballani; 26. Dezember 1795, Rom, Teatro Argentina[Digitalisat 23]
- La vergine del sole, dramma per musica; Libretto: C. L. Rossi nach Jean-François Marmontel; 1797, Palermo, Teatro di Santa Cecilia; Karneval 1808, Verona, Teatro Filarmonico; in zwei Akten September 1799, Livorno, Teatro degli Accademici Avvalorati; Karneval 1808, Verona, Teatro Filarmonico
- La morte di Cleopatra, dramma per musica in drei Akten; Libretto: Gaetano Rossi und Antonio Simone Sografi; 1797, Palermo, Teatro di Santa Cecilia[1]
- Argea, dramma per musica in drei Akten; Libretto: Giandomenico Boggio; 26. Dezember 1798, Turin, Teatro Regio[Digitalisat 24]
- Pamela nubile, dramma comico-serio per musica in zwei Akten; Karneval 1800, Parma, Teatro Ducale; Messe 1800, Udine, Teatro[Digitalisat 25]
- Sesostri, dramma per musica in zwei Akten; Libretto: Pietro Pariati; 12. Januar 1802, Neapel, Teatro San Carlo[Digitalisat 26]
- Armida e Rinaldo, dramma per musica in zwei Akten; Libretto nach Torquato Tasso: Gerusalemme liberata; 2. September 1802, Neapel, San Carlo[Digitalisat 27]
- Il trionfo d’Alessandro, opera seria in zwei Akten; Libretto: Andrea Passaro; 1803, Neapel, Teatro San Carlo
- Piramo e Tisbe, dramma per musica in zwei Akten; Libretto: Giovanni Schmidt; 30. Mai 1803, Neapel, Teatro San Carlo[Digitalisat 28]
- Il trionfo di Claudia, dramma serio per musica in zwei Akten; 8. September 1803, Florenz, Teatro della Pergola[Digitalisat 29]
- Sedesclavo, dramma per musica in zwei Akten; Libretto: Michelangelo Prunetti; 3. Februar 1805, Rom, Teatro delle Dame[Digitalisat 30]
- Il trionfo di Tomiri, dramma per musica in zwei Akten; Libretto: Filippo Cammarano; Fastenzeit 1807, Neapel, Teatro San Carlo[Digitalisat 31]
- Tutti i torti son dei mariti, burletta in einem Akt; 7. Juni 1814, Florenz, Teatro di via del Cocomero
- Il trionfo di Alessandro Magno il Macedone, dramma serio in zwei Akten; Libretto: Andrea Passaro; 17. Januar 1815, Rom, Teatro Argentina; Karneval 1816, Neapel, Teatro San Carlo[Digitalisat 32]

### Geistliche Werke
- Giefte, oratorio; 20. Dezember 1779, Rom, Congregazione[1]
- Isacco figura del redentore, oratorio in zwei Teilen; Libretto: Pietro Metastasio; Sept 1785, Iesi[1]
- La passione di Gesù Cristo, oratorio; Libretto: Pietro Metastasio; 1799, Neapel, Teatro San Carlo[1]
- Assuero ossia La regina Ester, oratorio; 1798, Palermo, Chiesa di Santa Cecilia
- La morte di Saulle, oratorio sacro per musica (zusammen mit Domenico Mombelli); Libretto: Giuseppe Caravita; Fastenzeit 1804, Lissabon Teatro San Carlo; Fastenzeit 1805, Livorno, Teatro degli Accademici Avvalorati[Digitalisat 33]
- Il trionfo d’Israele, o sia La disfatta di Seon, dramma per musica in zwei Akten (zweifelhaft); Fastenzeit 1812, Messina, Teatro della Monizione[4][5]

### Sonstige Vokalwerke
- Partenope sul lido etrusco, azione teatrale in einem Akt; Libretto: Cristoforo Boccella; 22. Mai 1785, Lucca, Castiglionelli
- La pace tra Amore ed Imeneo, componimento drammatico; Libretto: Lorenzo Pignotti; 11. September 1787, Florenz, Teatro degli Intrepidi
- Il ritorno de’ numi, cantata; Libretto: Ferdinando Maria Villani; 1801, Neapel, Teatro del Fondo[Digitalisat 34]

### Instrumentalwerke
- Sechs Streichquartette, op. 1; 1786, Florenz
- Drei Quintette für Flöte und Streichquartett; 1793, Venedig
- Drei Quintette für Oboe und Streichquartett

## Digitalisate
1. ↑  L’equivoco. Libretto (italienisch), Florenz 1781. Digitalisat des Museo internazionale e biblioteca della musica di Bologna.
2. ↑  Arbace. Libretto (italienisch), Florenz 1785. Digitalisat des Museo internazionale e biblioteca della musica di Bologna.
3. ↑  I pazzi per disimpegno. Libretto (italienisch), Venedig 1782. Digitalisat des Museo internazionale e biblioteca della musica di Bologna.
4. ↑  Quello che può accadere. Libretto (italienisch), Venedig 1784. Digitalisat des Museo internazionale e biblioteca della musica di Bologna.
5. ↑  Giasone e Medea. Libretto (italienisch), Neapel 1793. Digitalisat des Museo internazionale e biblioteca della musica di Bologna.
6. ↑  Le tre fanatiche. Libretto (italienisch), Neapel 1785. Digitalisat des Museo internazionale e biblioteca della musica di Bologna.
7. ↑  Catone in Utica. Libretto (italienisch), Florenz 1787. Digitalisat des Museo internazionale e biblioteca della musica di Bologna.
8. ↑  La caduta dei Decemviri. Libretto (italienisch), Florenz 1788. Digitalisat des Museo internazionale e biblioteca della musica di Bologna.
9. ↑  Agesilao, re di Sparta. Libretto (italienisch), Venedig 1787. Digitalisat im Corago-Informationssystem der Universität Bologna.
10. ↑  Arminio. Libretto (italienisch), Venedig 1788. Digitalisat des Museo internazionale e biblioteca della musica di Bologna.
11. ↑  Teodelinda. Libretto (italienisch), Turin 1789. Digitalisat im Internet Archive.
12. ↑  Giovanna d’Arco, ossia La pulzella d’Orleans. Libretto (italienisch), Venedig 1797. Digitalisat des Museo internazionale e biblioteca della musica di Bologna.
13. ↑  La morte di Giulio Cesare. Libretto (italienisch), Florenz 1790. Digitalisat im Internet Archive.
14. ↑  Amleto. Libretto (italienisch), Padua 1792. Digitalisat des Museo internazionale e biblioteca della musica di Bologna.
15. ↑  Gli amanti in Tempe. Libretto (italienisch), Florenz 1792. Digitalisat im Internet Archive.
16. ↑  Le nozze inaspettate. Libretto (italienisch), Neapel 1793. Digitalisat des Museo internazionale e biblioteca della musica di Bologna.
17. ↑  Sofronia ed Olindo. Libretto (italienisch), Neapel 1793. Digitalisat des Museo internazionale e biblioteca della musica di Bologna.
18. ↑  Ines de Castro. Libretto (italienisch), Florenz 1793. Digitalisat des Museo internazionale e biblioteca della musica di Bologna.
19. ↑  Saulle. Libretto (italienisch), Florenz 1799. Digitalisat des Museo internazionale e biblioteca della musica di Bologna.
20. ↑  La principessa filosofa, ossia Il contravveleno. Libretto (italienisch), Venedig 1794. Digitalisat des Museo internazionale e biblioteca della musica di Bologna.
21. ↑  Il disprezzo vinto dal disprezzo. Libretto (italienisch), Neapel 1795. Digitalisat des Museo internazionale e biblioteca della musica di Bologna.
22. ↑  Arsinoe. Libretto (italienisch), Neapel 1795. Digitalisat des Museo internazionale e biblioteca della musica di Bologna.
23. ↑  Il trionfo di Arsace. Libretto (italienisch), Rom 1795. Digitalisat des Museo internazionale e biblioteca della musica di Bologna.
24. ↑  Argea. Libretto (italienisch), Turin 1798. Digitalisat bei Google Books.
25. ↑  Pamela nubile. Libretto (italienisch), Parma 1800. Digitalisat im Corago-Informationssystem der Universität Bologna.
26. ↑  Sesostri. Libretto (italienisch), Neapel 1802. Digitalisat des Museo internazionale e biblioteca della musica di Bologna.
27. ↑  Armida e Rinaldo. Libretto (italienisch), Neapel 1802. Digitalisat des Museo internazionale e biblioteca della musica di Bologna.
28. ↑  Piramo e Tisbe. Libretto (italienisch), Neapel 1803. Digitalisat des Museo internazionale e biblioteca della musica di Bologna.
29. ↑  Il trionfo di Claudia. Libretto (italienisch), Florenz 1803. Digitalisat des Museo internazionale e biblioteca della musica di Bologna.
30. ↑  Sedesclavo. Libretto (italienisch), Rom 1805. Digitalisat des Museo internazionale e biblioteca della musica di Bologna.
31. ↑  Il trionfo di Tomiri. Libretto (italienisch), Neapel 1807. Digitalisat des Museo internazionale e biblioteca della musica di Bologna.
32. ↑  Il trionfo di Alessandro Magno il Macedone. Libretto (italienisch), Rom 1815. Digitalisat des Museo internazionale e biblioteca della musica di Bologna.
33. ↑  La morte di Saulle. Libretto (italienisch), Lissabon 1804. Digitalisat des Museo internazionale e biblioteca della musica di Bologna.
34. ↑  Il ritorno de’ numi. Libretto (italienisch), Neapel 1801. Digitalisat im Corago-Informationssystem der Universität Bologna.